# Werner Krause (Historiker)
 Werner Krause  (* 17. Januar 1934 in Wanne-Eickel; † 30. Juni 2014 in Bonn) war ein deutscher Historiker und wissenschaftlicher Archivar, der über viele Jahre das Archiv der sozialen Demokratie der Friedrich-Ebert-Stiftung leitete.

## Leben und Werk
Werner Krause wurde als Sohn eines Bergmannes geboren und legte im Frühjahr 1954 sein Abitur auf dem Neusprachlichen Gymnasium Wanne-Eickel ab. Er studierte zunächst in Köln, dann in Saarbrücken und ab Sommersemester 1955 an der Westfälischen-Wilhelms-Universität in Münster Geschichte, Philosophie und Öffentliches Recht. In Münster trat er dem SDS bei und fungierte seit seinem 2. Münsteraner Semester als 2. Vorsitzender der linken Studentenorganisation, die sich allmählich der SPD entfremdete.
Der Münsteraner Professor Werner Hahlweg betreute zunächst Krauses Dissertation „Der Schweizer Sozialdemokrat Robert Grimm und die Zimmerwalder Bewegung“. Für seine Doktorarbeit sammelte er u. a. Material im Internationalen Institut für Sozialgeschichte (IISG) in Amsterdam. 1959 bewilligte die Ford Foundation dem IISG Amsterdam umfangreiche Geldmittel, um u. a. die Nachlässe aus dem ehemaligen Archiv der SPD zu ordnen und zu verzeichnen. Der emigrierte Parteivorstand der SPD hatte diese Materialien an das Amsterdamer Institut 1938 verkauft. Krause akzeptierte das Angebot des IISG Amsterdam, diese Bestände zu verzeichnen, ohne seine Dissertation abzuschließen.
Nach Ablauf des Zeitvertrages (Ende 1964) verdiente Krause sich seinen Lebensunterhalt in Amsterdam zunächst freiberuflich. U.a. publizierte er gemeinsam mit Frits Kool eine große Quellenedition zur Geschichte des Frühsozialismus.
1969 trat Werner Krause in den Dienst der Friedrich-Ebert-Stiftung. 1965 hatte der Vorstand der Stiftung beschlossen, Kurs auf ein eigenes „Archiv der sozialen Demokratie“ zu nehmen, und unter diesem Dach eine große Forschungsbibliothek und das „eigentliche“ Archiv zu vereinigen. Seit 1970 leitete Krause das Archiv im engeren Sinne als Unterabteilungsleiter. Die Gesamtleitung des Archivs der sozialen Demokratie hatte Kuno Bludau inne. Krause leitete eine sehr dynamische Erwerbungspolitik an, die das Bonner Archiv alsbald zu einem der größten Privatarchive deutschlandweit machte. 1973 legte er gemeinsam mit Sheila Ochova (später: Sheila Och) das erste große Bestandsverzeichnis des Archivs vor. Mit der Mitautorin, jahrelanges Vorstandsmitglied des exilierten tschechoslowakischen Parteivorstandes und später prominente Kinderbuchautorin, verband Krause eine jahrelange Lebensgemeinschaft. Seit 1978 begannen er und seine Kollegen mit der Erstellung medienwirksamer Ausstellungen, die den Ruf des Archivs bedeutend steigerten. Präsentationen zu Widerstand von Sozialdemokraten und Gewerkschafter gegen das NS-Regime, zur Geschichte der Sozialistischen Internationale, sowie zum Leben und Wirken von Kurt Schumacher, Gustav Heinemann, August Bebel und Willy Brandt zählten zu Krauses größten Leistungen.
1983 ordnete die Geschäftsführung die historische Arbeit der Friedrich-Ebert-Stiftung neu. Das gemeinsame Dach „Archiv der sozialen Demokratie“ wurde aufgelöst und Bibliothek und Archiv als selbständige Abteilungen dem Forschungsinstitut der Friedrich-Ebert-Stiftung unterstellt. Werner Krause stieg damit zum leitenden Angestellten auf. Mit dem sogenannten „Bundestagsprojekt“ kamen weitere Aufgaben auf ihn zu: Durch Zuschüsse wurde die Erschließung von Abgeordnetennachlässe und -deposita sowie die Registratur der SPD-Fraktion gefördert. Alle parteinahen politischen Stiftungen profitierten von diesen Fördermaßnahmen des Deutschen Bundestages. Mit Hilfe von Projektgeldern wurden u. a. die persönlichen Papiere von Willy Brandt, Herbert Wehner, Annemarie Renger sowie vielen anderen Persönlichkeiten erschlossen und für die Forschung zugänglich gemacht. Nach 1989 beteiligte sich Werner Krause an ersten Sondierungsgesprächen, die historischen Bestände des Instituts für Marxismus-Leninismus in Ost-Berlin mit denen der Friedrich-Ebert-Stiftung zusammenzuführen. Allerdings waren diese von Werner Krause stark forcierten Ideen aus politischen und ökonomischen Bedingungen rasch zum Scheitern verurteilt.
1992 ordnete eine neue Geschäftsführung die historische Arbeit der politischen Stiftung wiederum neu. Das Archiv der sozialen Demokratie wurde Teil des neu geschaffenen Historischen Forschungszentrums der Friedrich-Ebert-Stiftung unter der Leitung von Dieter Dowe. Zentrale administrative Befugnisse gingen an die neue Institutsleitung über. Werner Krause orientierte sich künftig mit einem eigenen Team auf Ausstellungsprojekte und die Edition der „Sozialistischen Mitteilungen“. Der Leiter des Archivs der sozialen Demokratie hatte knapp zwei Jahrzehnte die Herausgabe der „Sozialistischen Mitteilungen“, jenes Informationsblattes also, das der Exilvorstand der SPD zehn Jahrelang zwischen 1939 und 1948 in London herausgab, als eine der wichtigsten Quellen der deutschen Sozialdemokratie im Exil nachdrücklich eingefordert. In seinen letzten Berufsjahren befasste er sich selbst intensiv mit diesem Projekt. Krankheitsbedingt konnte er das Projekt allerdings nicht zu Ende führen. Die Fertigstellung übernahm der langjährige Leiter des Verlages J.H.W. Dietz Nachf. Heiner Lindner.
Nach Erreichung der Altersgrenze ging Werner Krause am 31. Januar 1999 in Pension. Er starb am 30. Juni 2014 in einem Bonner Hospiz.

## Werke
- Kurt Schumacher und die Wiedergeburt einer demokratischen Partei. Eine Ausstellung des Archivs der sozialen Demokratie. Friedrich-Ebert-Stiftung, Bonn 1986.
- August Bebel 1840–1913. Ein Großer der deutschen Arbeiterbewegung. Katalog zu einer Ausstellung des Archivs der sozialen Demokratie, Friedrich-Ebert-Stiftung und der Stiftung Preußischer Kulturbesitz (gemeinsam mit Ilse Fischer). Archiv der sozialen Demokratie, Bonn 1988.
- Gustav Heinemann. Christ, Patriot und sozialer Demokrat. Eine Ausstellung des Archivs der sozialen Demokratie. Begleitheft zur Ausstellung. Archiv der sozialen Demokratie, Bonn 1986.
- Willy Brandt. Ein politisches Leben. 1913–1992. Katalog zu einer Ausstellung des Archivs der sozialen Demokratie der Friedrich-Ebert-Stiftung. Archiv der sozialen Demokratie, Bonn, 2004.
- Bilddokumentation zur Geschichte der Internationale und der SI-Präsidentschaft Willy Brandts. Beiheft zur Ausstellung. Archiv der sozialen Demokratie, Bonn 1986.